# Torneo de Mallorca 2025
El Mallorca Championships 2025 fue un torneo de tenis en césped al aire libre que se jugó en Santa Ponsa, Mallorca (España) del 22 hasta el 28 de junio de 2025.

## Distribución de puntos
| Categoria            | G   | F   | SF  | CF | R16 | R32 | C  | C2 | C1 |
| Individual masculino | 250 | 165 | 100 | 50 | 25  | 0   | 13 | 7  | 0  |
| Dobles masculino     | 250 | 150 | 90  | 45 | 20  | 0   | -  | -  | -  |

## Cabezas de serie

### Individuales masculino
| Tenista               | Ranking | Preclasificado |
| Ben Shelton           | 10      | 1              |
| Félix Auger-Aliassime | 27      | 2              |
| Alex Michelsen        | 33      | 3              |
| Tallon Griekspoor     | 35      | 4              |
| Alexandre Müller      | 40      | 5              |
| Gabriel Diallo        | 44      | 6              |
| Roberto Bautista      | 51      | 7              |
| Daniel Altmaier       | 52      | 8              |

- Ranking del 16 de junio de 2025.[2]

### Dobles masculino
| Tenista                         | Ranking | Preclasificado |
| Simone Bolelli Andrea Vavassori | 25      | 1              |
| Sadio Doumbia Fabien Reboul     | 48      | 2              |
| Máximo González Andrés Molteni  | 54      | 3              |
| Yuki Bhambri Robert Galloway    | 71      | 4              |

## Campeones

### Individual masculino
Tallon Griekspoor venció a  Corentin Moutet por 7-5, 7-6(7-3)

### Dobles masculino
Santiago González /  Austin Krajicek vencieron a  Yuki Bhambri /  Robert Galloway por 6-1, 1-6, [15-13]